# دون موراي
دون موراي (بالإنجليزية: Don Murray)‏ (18 يناير 1946 بإلغين في المملكة المتحدة - ) هو لاعب كرة قدم بريطاني في مركز الدفاع. شارك مع منتخب اسكتلندا تحت 21 سنة لكرة القدم. أما مع النوادي، فقد لعب مع سوانزي سيتي وكارديف سيتي ونادي باري تاون يونايتد ونيوبورت كونتي وهارت أوف ميدلوثيان.

## وصلات خارجية
- دون موراي على موقع قاعدة بيانات كرة القدم.إي يو (الإنجليزية)